# Норт-Наханни
Норт-Наханни (англ. North Nahanni River) — река на Северо-Западных территориях Канады, левый приток верхнего течения Маккензи.
Первый крупный приток реки Маккензи, стекающий с одноимённых гор. В Норт-Наханни со стороны плато Рам в восьми километрах одна от другой на высоте примерно 250 м над уровнем моря впадают реки Рам и Тетсела. Сама Норт-Наханни впадает в реку Маккензи у Камселл-Бенда, на высоте 100 м над уровнем моря, в 455,4 км от её истока.
Длина реки около 100 миль (160 км). Бо́льшую часть времени, за исключением равнинного участка у устья, течёт по долине между горами высотой от 2000 футов (610 м). Уклон русла значительный, более 8 футов (2,4 м) (местами 10 и даже 15) на милю на верхних 40 милях течения и в среднем около 7 футов (2,1 м) на остальных 60. Течение, также за исключением устья, быстрое, объём стока значительно меняется в зависимости от времени года, и в период половодья река может доходить от 0,5 мили до 1 мили в ширину. Извилистое, ветвящееся, часто меняющееся русло сформировало широкую долину (до 2 миль шириной) с многочисленными песчаными и гравийными отмелями. Высота берегов колеблется в широком диапазоне от нескольких футов до 80 футов (24 м). Рельеф в русле Норт-Наханни включает конусы выноса, песчаные и гравийные террасы, почвы — озёрные глины и ил и пойменные наносы.
В последнюю ледниковую эпоху русла Норт-Наханни и других региональных рек изменялись вначале в результате наступления ледника (в ходе которого отклонились к северу), а затем в результате его отступления. Во время отступления ледника местность на высотах ниже 1600 футов (490 м), которую в XXI веке занимают долины Норт-Наханни и её притоков Рам и Тетсела, занимало ледниковое озеро. Во второй половине 1985 года в бассейне Норт-Наханни, который считался сейсмически спокойным местом, произошли два землетрясения с высокой магнитудой (6,6 в октябре и 6,9 в декабре). Эпицентры обоих землетрясений находились более чем в 100 км от ближайших населённых пунктов, благодаря чему удалось избежать значительных повреждений инфраструктуры и зданий, однако октябрьское землетрясение сопровождалось крупным обвалом.